# 盲導犬クイールの一生
『盲導犬クイールの一生』（もうどうけんクイールのいっしょう）は、秋元良平（写真）・石黒謙吾（文）による写真集である。
ラブラドール・レトリーバーの盲導犬、クイール（1986年6月25日 - 1998年7月20日、英語でquill「鳥の羽根」）の生涯を描く。
ドラマ化、映画化（タイトルは『クイール』）もされた。
モデルは実在する訓練士、多和田悟。

## ドラマ版
NHK総合テレビの月曜ドラマシリーズで2003年6月16日から7月28日まで全7話が放送された。視覚障害者と盲導犬を取り上げた作品であり、解説放送（副音声。当時はNTSCのみ）が行われた。

### 主なスタッフ
- 脚本：寺田敏雄[1]
- 音楽：渡辺雄一
- 演出：岡崎栄・渡辺一貴・新田真三
- 製作統括：諏訪部彰夫（NHKエンタープライズ21）・浅野加寿子（NHKドラマ番組部）
- 共同制作：NHKエンタープライズ21

### キャスト
仁井家（パピーウォーカー）
- 仁井三都子：沢口靖子
- 仁井勇：勝村政信

仁井家の周辺人物
- 獣医：中山史郎（2、7）
- 宮田政晴：勝地涼（2 - 3）
- 宮田政邦：山崎大輔（3）
- 政晴の母：宮田早苗（3）

水戸家（ブリーダー）
- 水戸レン：檀ふみ
- レンの夫：松永英晃
- レンの息子：高橋一生

水戸家の周辺人物
- 沢木良彦：大高洋夫（1）
- 沢木正恵：菜木のり子（1）
- 沢木裕司：村上雄太（1）
- 裕司の弟：山田陽（1、2）
- 沢木亜弓：近内里緒（1 - 2、4）→木内晶子(7)

渡辺家（盲導犬使用者）
- 渡辺満：玉置浩二
- 渡辺祺子：竹井みどり
- 渡辺美津子：邑野未亜
- 渡辺悦男：松田祥一

渡辺家の周辺人物
- 川村幹男（美津子の友人）：小西大樹（6）
- 渡辺の主治医：矢島健一（6 - 7）
- 長谷川（渡辺の元同僚）：益岡徹（6 ）
- 渡辺の担当看護士：橋本真実(7)

盲導犬訓練所
- 多和田悟：うじきつよし
- 藤原卓郎：尾崎右宗
- 里中真由子：真木よう子

その他の登場人物
- ホームレスの男性：不破万作(4)

### サブタイトル
1. はじめてのさようなら
2. 夜泣きと散歩デビュー
3. 旅立ちの時
4. 犬嫌いのパートナー
5. 青空の記憶
6. もう一度会いたい
7. ありがとうクイール

## 映画版
『クイール』は2004年の映画作品。監督は崔洋一。主演は小林薫と椎名桔平。

### あらすじ
ラブラドール・レトリーバーの子犬が生ませの親である水戸レンの願いから盲導犬になるために訓練士・多和田に預けられる。おなかに鳥が羽根を広げたようなブチがあることから、パピー（子犬）ウォーカーの仁井夫妻によって“クイール”と名づけられ、1年間、夫妻のもとで愛情一杯に育てられる。盲導犬訓練センターでの本格的な訓練が始まり、のんびり屋でマイペースなクイールはヴェテラン訓練士の多和田でさえ手を焼く。やがてクイールは立派な盲導犬へと成長し、視覚障害者の渡辺とめぐり会う。初めこそ息の合わなかった渡辺とクイールであるが、ハーネスを介して伝わってくる「クーちゃん」の思いやりに、渡辺は次第に心を開くようになり、互いにかけがえのない存在になっていく。しかし、クイールとの生活が2年を過ぎた頃、渡辺は重度の糖尿病の合併症で入院。クイールは小学校などでのデモンストレーション犬として使われる。3年後、渡辺と3度目の別れを経験する。その後、クイールは盲導犬として働くこともなく、仁井夫妻のもとでのんびりと余生を送り、8年後、12歳と25日の生涯を静かに閉じる。

### 主なスタッフ
- 監督：崔洋一
- 脚本：丸山昇一・中村義洋
- 音楽：栗コーダーカルテット
- 撮影：藤澤順一
- 照明：金沢正夫
- 美術：今村力
- 録音：小野寺修
- 編集：川瀬功
- ドッグトレーナー：宮忠臣
- 盲導犬監修：多和田悟
- 人形操演指導：ふたむらななこ
- 特殊造型：メイクアップディメンションズ（江川悦子、神田文裕）
- 音響効果：カモメファン（斉藤昌利）
- デジタルエフェクト：日本エフェクトセンター
- 現像：IMAGICA
- MA：日活スタジオセンター
- スタジオ：東映京都撮影所
- エンドロールの絵：亀岡市立亀岡小学校・亀岡市立曽我部小学校の子供たち
- 協力：関西盲導犬協会、亀岡市　ほか
- 協賛：わかさ生活
- 企画：中川滋弘
- プロデュース：榎望、山本一郎
- 制作プロダクション：松竹
- 製作：クイール製作委員会（松竹、テレビ東京、テレビ大阪、衛星劇場、日本出版販売）

### キャスト
- 渡辺満：小林薫
- 多和田悟：椎名桔平
- 仁井勇：香川照之
- 仁井三都子：寺島しのぶ
- 渡辺祺子：戸田恵子
- 久保マスミ：黒谷友香
- 渡辺美津子：櫻谷由貴花
- 渡辺悦男：松田和
- 水戸レン：名取裕子
- 戸塚裕史：石田太郎
- 酒井雄一：水橋研二
- 蒲田洋子：坂上智恵
- 矢口京子：谷川清美
- 高橋光夫：吉田康平
- 水戸乾二：寺井健人
- 塚本徹：落合充
- 片岡智則：野村克也
- 川本：小市慢太郎
- 吉永：宇宙亭くいだおれ
- 石橋：佐藤貢三
- 金子：日出行雄
- 高野：中川智弘
- 平田：山崎清秀
- 桜井：仁枝玲子
- 獣医：山田昭彦
- 民家の主婦：宮本毬子
- 盲導犬クイール：チビチビクー（幼犬）、ビート（3ヶ月時）、チビクー（7ヶ月時）、ラフィー（成犬）、ユマ（老犬）

## 香港映画版
『盲導犬クイールの一生』（原題：小Q、英題：Little Q）は、2019年の香港映画。監督はロー・ウィンチョン。日本のベストセラー小説『盲導犬クイールの一生』を原案。

### キャスト
- 李寶庭：サイモン・ヤム
- 李寶兒：ジジ・リョン
- 陳康燕兒：ヒム・ロー
- Simon：チャーリー・ヤン
- 陳啟：ロジャー・クォック